# Reabuhî, Talalaiivka
Reabuhî (în ucraineană Рябухи) este localitatea de reședință a comunei Reabuhî din raionul Talalaiivka, regiunea Cernihiv, Ucraina.

## Demografie
Componența lingvistică a localității Reabuhî
     Ucraineană (99,2%)
     Alte limbi (0,8%)
Conform recensământului din 2001, majoritatea populației localității Reabuhî era vorbitoare de ucraineană (99,2%), existând în minoritate și vorbitori de alte limbi.